# 入谷仙介
入谷 仙介（いりたに せんすけ、1933年6月29日 - 2003年6月1日）は、日本の中国文学者。島根大学名誉教授。元全国難聴者連絡協議会会長。専門は、中国文学・日本漢文学。

## 人物
兵庫県出身。京都大学文学部卒業。京都大学大学院博士課程修了。富士川英郎らとともに、汲古書院「詩集日本漢詩」の編集委員も務めた。2003年、肺癌のため死去、享年71（満69歳）。

## 著書
- 『共に育つ難聴者教育』京都新聞社 1978
- 『出雲漢詩散歩』 たたら書房 1987
- 『近代文学としての明治漢詩』研文出版〈研文選書〉1989
- 『陽関に故人無からん 老留学生漢詩の旅』筑摩書房 1995
- 『「西遊記」の神話学』中公新書 1998

校注
- 『頼山陽・梁川星巌 江戸詩人選集 第八巻』岩波書店 1990
- 『柏木如亭 日本漢詩人選集8』研文出版 1999
- 『中島棕隠 日本漢詩人選集14』研文出版 2002

### 古典中国文学
- 『第二集中国詩人選集10 高啓』岩波書店 1962。「新修中国詩人選集7」1984
- 『古詩選 中国古典選』朝日新聞社 1966、朝日文庫 全2巻 1979
- 『宋詩選』朝日新聞社 1967、朝日文庫 全2巻 1979
- 『西遊記 世界文学全集9』筑摩書房 1968（抜粋版）
- 『王維 中国詩文選13』筑摩書房 1973
- 『王維研究』創文社 1976
- 『漢詩入門』日中出版 1979
- 『唐詩名作選』日中出版 1983
- 『唐詩の世界』筑摩書房 1990
- 『風呂で読む王維』世界思想社 2000
- 『詩人の視線と聴覚 王維と陸游』研文出版 2011

## 共校注・共著
- 『唐詩選』筑摩叢書 1973／ちくま学芸文庫（上・下）1994、後者は改訂版
  - 吉川幸次郎・小川環樹編・解説[1]
- 『王維詩集』 小川環樹・都留春雄 岩波文庫 1972
- 『中国文明選9 近世詩集』福本雅一・松村昂 朝日新聞社 1977
- 『音から隔てられて』林瓢介 岩波新書 1975
- 『禅の語録13 寒山詩』松村昂 筑摩書房 1979、新版2016
- 『新日本古典文学大系明治編2 漢詩文集』
  - 揖斐高・山本芳明・大谷雅夫・宮崎修多・杉下元明 岩波書店 2004
- 『山陰の近代漢詩』山陰の近代漢詩刊行会 2004

## 記念論集
- 『人生に素風有り 入谷仙介先生追悼文集』同編集委員会編、研文出版 2005